# São José do Rio Preto Airport
São José do Rio Preto Airport (portugisiska: Aeroporto de São José do Rio Preto) är en flygplats i Brasilien.   Den ligger i kommunen São José do Rio Preto och delstaten São Paulo, i den södra delen av landet, 600 km söder om huvudstaden Brasília. São José do Rio Preto Airport ligger 536 meter över havet.
Terrängen runt São José do Rio Preto Airport är platt. Runt São José do Rio Preto Airport är det tätbefolkat, med 591 invånare per kvadratkilometer.. Närmaste större samhälle är São José do Rio Preto, 2,8 km öster om São José do Rio Preto Airport.
Runt São José do Rio Preto Airport är det i huvudsak tätbebyggt.